# Teqq
Teqq es un disc jockey y productor alemán de música electrónica, especializado en Progressive House.

## Discografía
Álbumes
- Free Releases[2]

Remixes
- Hellberg ft. Charlotte Haining - Guide me Home (Teqq remix)
- Krewella - Alive (Teqq remix)
- The Two Friends ft. I Am Lightyear - Your Song (Teqq remix)
- Alex Tarmes - Let me Go (Teqq remix)
- Teqq vs. Alive & Kicking - Mistake (Teqq vs. Alive & Kicking)
- Adam B. ft. Wilhelm - We Won't Have to Stop (Teqq remix)
- Nicky Romero - Human (Teqq remix)
- Cazzette - Weapon (Teqq remix)
- Mako - Our Story (Teqq Remix)

## Singles
| Año  | Canción                                     | German Albums Chart | Austrian Albums Chart | Dutch Albums Chart | Swiss Albums Chart | Álbum                       |
| ---- | ------------------------------------------- | ------------------- | --------------------- | ------------------ | ------------------ | --------------------------- |
| 2010 | "3"                                         | -                   | -                     | -                  | -                  | Free Releases               |
| 2010 | "Lies (ft. Trifonic)"                       | -                   | -                     | -                  | -                  | Free Releases               |
| 2011 | "We are Free"                               | 49                  | -                     | -                  | -                  | Free Releases               |
| 2011 | "Miss you"                                  | -                   | -                     | -                  | -                  | Free Releases               |
| 2011 | "Stay Here"                                 | -                   | -                     | -                  | -                  | Free Releases               |
| 2012 | "In a Box"                                  | -                   | -                     | -                  | -                  | Monstercat 011 - Revolution |
| 2013 | "The Road Ahead"                            | 48                  | 40                    | -                  | -                  | Monstercat 013 - Awakening  |
| 2012 | "Guide me Home (Teqq remix)"                | 44                  | -                     | 50                 | -                  | Monstercat 013 - Awakening  |
| 2012 | "Lock in your Love (ft. Charlotte Haining)" | 38                  | 36                    | -                  | 48                 | Monstercat 014 - Discovery  |